# Isabella di Villehardouin
Isabella di Villehardouin (1263 – 23 gennaio 1312) fu principessa d'Acaia e di Morea dal 1289 al 1307, inoltre fu il regina consorte titolare di Sardegna, giudichessa consorte titolare di Torres, dal 1271 al 1277, e regina consorte titolare di Tessalonica, dal 1274 al 1277; inoltre fu Signora del Piemonte dal 1301 fino alla sua morte.

## Origine
Isabella secondo Le livre de la conqueste de la princée de la Morée, era figlia di Guglielmo II di Villehardouin, Principe di Acaia, e di Anna Comnena Ducaina, figlia, sempre secondo Le livre de la conqueste de la princée de la Morée, del Despota d'Epiro, Michele II Ducas e di Teodora Petralife. 
Guglielmo II di Villehardouin, ancora secondo Le livre de la conqueste de la princée de la Morée, era il figlio maschio secondogenito di Goffredo I di Villehardouin, Principe di Acaia e della moglie, Elisabetta (come risulta dal documento n° I del Histoire de l'Empire de Constantinople sous les empereurs français), che secondo alcuni storici era figlia di Clarembaud IV di Chappes, Visconte di Troyes e della moglie Hélisenda di Traînel (secondo lo storico Jean Longnon, questa Elisabetta era moglie di Othon de La Roche (duc d'Athènes)). Aveva una sorella minore, Margherita. 

## Biografia
Nel 1259 il padre di Isabella, Guglielmo II, dopo aver subito una schiacciante sconfitta nella Battaglia di Pelagonia, fu catturato ed imprigionato dalle truppe di Michele VIII Paleologo, l'imperatore bizantino, che, nel 1261, dopo aver riconquistato Costantinopoli, decise di liberare Guglielmo II, in cambio delle piazzeforti in Laconia di Mistrà, Maina e Monemvasia ed inoltre secondo fonti greche riconoscersi vassallo di Michele VIII.
Inoltre Michele VIII , nel 1266, aveva proposto il fidanzamento di suo figlio ed erede, Andronico con Isabella, la primogenita di Guglielmo, ed erede del principato; questo fidanzamento però trovò l'opposizione della maggior parte dei baroni Franchi, per cui non andò in porto.
Costantemente minacciato dal despota di Mistra, Guglielmo II aderì al trattato di Viterbo, del maggio 1267, in cui, con il consenso dell'imperatore latino titolare di Costantinopoli, Baldovino II, Guglielmo II consegnò il principato al re di Sicilia, Carlo I d'Angiò, con la clausola di poterlo tenere per sé, sinché era in vita; inoltre la figlia, Isabella avrebbe sposato il figlio cadetto di Carlo I, Filippo d'Angiò (1256 – 1277), che sarebbe succeduto allo suocero, ed in mancanza di eredi, il principato sarebbe passato agli Angiò di Napoli e Carlo I avrebbe dovuto aiutare Guglielmo II a recuperare i possedimenti perduti in Morea.
Il matrimonio tra Isabella e Filippo, figlio secondogenito maschio del re di Sicilia, Carlo I d'Angiò, figlio del re di Francia Luigi VIII, e di Beatrice di Provenza, ultimogenita del conte di Provenza, Raimondo Berengario IV, fu celebrato il 28 maggio 1271, nella cattedrale di Trani e i due sposi andarono a vivere nel Castel dell'Ovo di Napoli.
Il marito, Filippo d'Angiò ricevette nel 1274 il titolo di re di Salonicco, ma tra il gennaio e il marzo 1277, premorì al suocero, cosicché, con il decesso di Guglielmo II, avvenuto il 1º maggio 1278, in base al trattato di Viterbo, Carlo I d'Angiò e non Isabella, divenne principe di Acaia e governò la Morea tramite un balivo ed un vicario generale.
Dopo la sua cacciata dalla Sicilia nel 1282 (Vespri Siciliani), Carlo non poté dedicare più tempo alla Morea. Successivamente la nobiltà della medesima inviò a Napoli una delegazione per lamentare l'eccessiva imposizione fiscale da parte degli angioini. Succeduto Carlo II d'Angiò al padre, e continuando le lamentele dei baroni della Morea contro i balivi, Carlo II decise di accettare il consiglio dei baroni di fare maritare Isabella e restituire ad Isabella ed al di lei marito, il potere sulla Morea, mantenendovi però la sua sovranità.
Mentre Isabella, detta La signora di Morea, in vedovanza, continuava a vivere a Napoli, nel Castel dell'Ovo, come una prigioniera di Stato, era giunto nel regno di Napoli Fiorenzo di Hainaut (1255 – 1297), il fratello più giovane del Conte di Hainaut e futuro conte d'Olanda e di Zelanda, Giovanni, che in breve tempo era divenuto conestabile del regno di Napoli; Carlo II approvò il matrimonio tra Isabella e Fiorenzo con la clausola che, in caso di decesso di Fiorenzo di Hainaut, in mancanza di eredi maschi, sia Isabella che le sue discendenti femmine avrebbero dovuto chiedere il consenso per le loro nozze a Carlo II di Angiò, pena la perdita del titolo.
Isabella, vedova di Filippo d'Angiò, sposò quindi il 16 settembre 1289 Fiorenzo di Hainaut, figlio ultimogenito del Conte di Hainaut, Giovanni d'Avesnes, e della reggente della contea d'Olanda, Adelaide d'Olanda; Carlo II li investì immediatamente del titolo di principe e principessa di Acaia e gli sposi si recarono subito in Morea.con il patto Fiorenzo assicurò la pace con i greci con il trattato di Clarentza del 1290. Fiorenzo, con una politica saggia ed umana, mantenne la pace con il governatore bizantino di Mistrà, restituendo alla Morea la prosperità economica.
La pace durò fino al 1293, allorché i greci si ripresero Calamata, ma Fiorenzo persuase il nuovo basileus, Andronico II Paleologo, più remissivo del padre, Michele VIII, a restituirla. Nel 1296 I greci ripresero il castello di San Giorgio in Arcadia e Fiorenzo lo mise sotto assedio, ma senza averlo riconquistato, all'inizio dell'inverno si ritirò; si ammalò e morì 23 gennaio 1297, ad Andravida. Fiorenzo non aveva avuto figli maschi da Isabella.
Isabella era nuovamente vedova, e, solo per l'insistenza di papa Bonifacio VIII, Carlo II acconsenti che si rimaritasse.
Il 12 febbraio 1301 Isabella sposò il giovane (più giovane di Isabella di circa 15 anni) Filippo di Savoia (1278 – 1334) e Carlo gli conferì il principato di Acaia. Filippo, secondo lo storico francese, Samuel Guichenon, nel suo Histoire généalogique de la royale maison de Savoie, era il figlio maschio primogenito di Tommaso III, Signore del Piemonte e conte di Moriana, e della moglie,  Guya o Gaia di Borgogna, che ancora secondo Samuel Guichenon era figlia di Ugo di Châlon, Conte consorte di Borgogna e Signore di Salins e della Contessa di Borgogna, Adelaide d'Andechs.
 Il 23 febbraio Filippo ricevette l'investitura di Principe di Acaia dal re di Sicilia, Carlo d'Angiò, in rappresentanza del figlio il principe di Taranto, Filippo I d'Angiò, come da documento di investitura nelle Preuves de l'Histoire généalogique de la royale maison de Savoie di Samuel Guichenon. In una lettera successiva Filippo I d'Angiò riconosce Filippo di Savoia come Principe di Acaia.
Gli sposi subito dopo le nozze si recarono in Piemonte, in quanto Filippo aveva da sistemare la sua signoria prima della partenza per la Morea.
Filippo, piuttosto bellicoso, recatosi in Grecia l'anno successivo al matrimonio con Isabella, cercò di conquistare ai bizantini tutta la Laconia, ma il suo carattere autoritario lo rese inviso alla nobiltà locale e fu infine costretto ad accettare l'istituzione di un parlamento dei nobili, che avrebbe ovviamente contenuto la sua autorità. Filippo, durante i tre anni passati in Morea non riuscì a stabilire un governo soddisfacente; inoltre, dato che come signore del Piemonte era in disaccordo con la politica angioina del confinante conte di Provenza e re di Sicilia, Carlo II, il disaccordo si approfondì a tal punto che Carlo II, nel 1306, dichiarò che Filippo era decaduto dai suoi diritti feudali sul Principato di Acaia; Filippo fu accusato di slealtà e di aver fallito nel sostenere Carlo in una campagna militare contro l'Epiro e Isabella di non aver richiesto il consenso del sovrano prima di sposare il Savoia.
Filippo, nel maggio del 1307, rinunciò alle sue insostenibili pretese sul principato in cambio di concessioni in Italia, mentre la moglie Isabella, si separò da Filippo e trascorse i suoi ultimi anni in esilio, nell'Hainaut, le terre del suo secondo marito, Fiorenzo, mentre il figlio di Carlo II, Filippo I d'Angiò, fu riconosciuto principe di Acaia (Filippo II di Acaia).
Comunque Filippo di Savoia mantenne il titolo di principe di Acaia e ricevette in feudo la contea di Alba, in Abruzzo, come da documento di elezione nelle Preuves de l'Histoire généalogique de la royale maison de Savoie di Samuel Guichenon.
Isabella continuò a dichiararsi principessa di Acaia e, nel 1311, dichiaro che la sua erede era la figlia primogenita, Matilde.
Isabella morì poco tempo dopo nella contea d'Olanda, feudo della famiglia del suo secondo marito, Fiorenzo.
Un anno dopo la sua morte, morì anche Filippo I di Taranto e la figlia di Isabella e Florant, Matilde, divenne principessa di Acaia.

## Matrimoni e discendenza
Al suo primo marito, Filippo d'Angiò, Isabella non diede figli.
Al suo secondo marito, Fiorenzo di Hainaut, Isabella diede una sola figlia:
- Matilde (1293 – 1331), principessa d'Acaia e di Morea, dal 1312 al 1318, sposatasi quattro volte:
  - nel 1304 circa, con Guido II de la Roche († 1308), duca d'Atene; poi
  - nel (1313) con Luigi di Borgogna (1297 – 1316), re di Salonicco e principe d'Acaia;
  - nel (1318) con Giovanni d'Angiò(1294 – 1336), duca di Durazzo e principe d'Acaia, dal quale si separò nel 1321, dopo che il matrimonio era stato annullato;
  - nel (1322) segretamente, con Ugo de La Palice, da cui divorziò.

Isabella al suo terzo marito, Filippo di Savoia diede tre figlie:
- Maria (*1301, morta giovane); citata nelle Europäische Stammtafeln[26], vol II, 191 (non consultate)[25]
- Alice (†1368), citata nel testamento del padre (Dominam Alaxiam eius filiam)[27], andata sposa, nel 1325 a Manfredo del Carretto (figlio di Corrado e nipote di Giacomo Del Carretto), marchese di Savona, e poi nel 1354 ad Antelmo d'Urtières;
- Margherita (*1303 † post 1371), citata nel testamento del padre (Dominam Margaretam eius filiam)[27], prima fidanzata a Carlo (*1296 †1315), principe d'Acaia, figlio di Filippo I d'Angiò; poi andata sposa nel 1324 a Renaud (†1370), conte di Forez[28].

## Ascendenza
|                               |                   |                    | Genitori |  |  | Nonni |  |  | Bisnonni                  |  |  | Trisnonni                 |  |
|                               |                   |                    |          |  |  |       |  |  | Giovanni di Villehardouin |  |  | Goffredo di Villehardouin |  |
|                               |                   |                    |          |  |  |       |  |  | Giovanni di Villehardouin |  |  | Goffredo di Villehardouin |  |
|                               |                   | …                  |          |  |  |       |  |  | Giovanni di Villehardouin |  |  |                           |  |
| Goffredo I di Villehardouin   |                   |                    |          |  |  |       |  |  | Giovanni di Villehardouin |  |  |                           |  |
|                               |                   | Céline di Briel    | …        |  |  |       |  |  |                           |  |  |                           |  |
|                               |                   | Céline di Briel    | …        |  |  |       |  |  |                           |  |  |                           |  |
|                               |                   | Céline di Briel    | …        |  |  |       |  |  |                           |  |  |                           |  |
| Guglielmo II di Villehardouin |                   | Céline di Briel    |          |  |  |       |  |  |                           |  |  |                           |  |
|                               |                   | …                  | …        |  |  |       |  |  |                           |  |  |                           |  |
|                               |                   | …                  | …        |  |  |       |  |  |                           |  |  |                           |  |
|                               |                   | …                  | …        |  |  |       |  |  |                           |  |  |                           |  |
| Elisabetta                    |                   | …                  |          |  |  |       |  |  |                           |  |  |                           |  |
|                               |                   | …                  | …        |  |  |       |  |  |                           |  |  |                           |  |
|                               |                   | …                  | …        |  |  |       |  |  |                           |  |  |                           |  |
|                               |                   | …                  | …        |  |  |       |  |  |                           |  |  |                           |  |
| Isabella di Villehardouin     |                   | …                  |          |  |  |       |  |  |                           |  |  |                           |  |
|                               | Michele I d'Epiro | Giovanni Ducas     |          |  |  |       |  |  |                           |  |  |                           |  |
|                               | Michele I d'Epiro | Giovanni Ducas     |          |  |  |       |  |  |                           |  |  |                           |  |
|                               | Michele I d'Epiro | …                  |          |  |  |       |  |  |                           |  |  |                           |  |
| Michele II d'Epiro            | Michele I d'Epiro |                    |          |  |  |       |  |  |                           |  |  |                           |  |
|                               |                   | …                  | …        |  |  |       |  |  |                           |  |  |                           |  |
|                               |                   | …                  | …        |  |  |       |  |  |                           |  |  |                           |  |
|                               |                   | …                  | …        |  |  |       |  |  |                           |  |  |                           |  |
| Anna Comnena Ducaina          |                   | …                  |          |  |  |       |  |  |                           |  |  |                           |  |
|                               |                   | Giovanni Petralife | …        |  |  |       |  |  |                           |  |  |                           |  |
|                               |                   | Giovanni Petralife | …        |  |  |       |  |  |                           |  |  |                           |  |
|                               |                   | Giovanni Petralife | …        |  |  |       |  |  |                           |  |  |                           |  |
| Teodora di Arta               |                   | Giovanni Petralife |          |  |  |       |  |  |                           |  |  |                           |  |
|                               |                   | Elena              | …        |  |  |       |  |  |                           |  |  |                           |  |
|                               |                   | Elena              | …        |  |  |       |  |  |                           |  |  |                           |  |
|                               |                   | Elena              | …        |  |  |       |  |  |                           |  |  |                           |  |
|                               |                   | Elena              |          |  |  |       |  |  |                           |  |  |                           |  |

### Fonti primarie
- (LA)  Histoire de l'Empire de Constantinople sous les empereurs français.
- (LA)  Histoire généalogique de la royale maison de Savoie, justifiée par titres, ..par Guichenon, Samuel

### Letteratura storiografica
- K.M. Setton, I latini in Grecia e nell'Egeo, dalla quarta crociata alla fine del medioevo, cap. XVI, vol. III (L'impero bizantino) della Storia del Mondo Medievale, 1999, pp. 619–658.
- (FR)  Les premiers ducs d'Athènes et leur famille
- (FR)  Samuel Guichenon, Histoire généalogique de la royale maison de Savoie, justifiée par titres
- (FR)  Samuel Guichenon, Preuves de l'Histoire généalogique de la royale maison de Savoie, justifiée par titres
- (FR)  Le livre de la conqueste de la princée de la Morée
- (EN)  The Latins in the Levant, a history of Frankish Greece (1204-1566)
- René Grousset, L'empire du Levant: histoire de la question d'Orient, Paris, Payot, 1946.